# Anáfora (retórica)
La anáfora (del griego ἀναφορά, 'repetición') es una figura retórica que consiste en la repetición de una o varias (depende del tipo de prosa o normas en la poesía) palabras al principio de un verso o enunciado. En prosa, puede consistir en la repetición de distintas frases o grupos sintácticos.
Es importante distinguir este sentido de «anáfora» del que tiene como término estrictamente lingüístico y analítico en la poética.
Se utiliza bastante en la oratoria, donde da mayor sonoridad y ritmo al párrafo en que se emplea este recurso retórico. 
Ejemplos:

Temprano levantó la muerte el vuelo,
temprano madrugó la madrugada,
temprano estás rodando por el suelo.
No perdono a la muerte enamorada,
no perdono a la vida desatenta,
no perdono a la tierra ni a la nada.
Miguel Hernández, "Elegía a Ramón Sijé", El rayo que no cesa, 1936

—Ábreme la puerta, blanca;
ábreme la puerta, niña.
Anónimo. Romance del enamorado y la muerte

La anáfora además se puede representar de manera esquemática [x…] [x…]. asimismo, esta figura de dicción por repetición es una de las más utilizadas, ya que la iteración en el principio de enunciados es uno de los procedimientos más útiles para obtener la insistencia o realce buscados:

Nihil ne te nocturnum praesidium Palati, nihil urbis vigiliae, nihil timor populi, nihil concursus bonorum omnium, nihil hic munitissimus habendi senatus locus, nihil horum ora voltusque moverunt?
(Cicerón, Catilinarias 1, 1)

¿No te ha impresionado nada la guardia nocturna del Palatino? ¿Nada, la vigilancia en la ciudad? ¿Nada, el temor del pueblo? ¿Nada, la concurrencia de todos los hombres de bien? ¿Nada, este lugar, tan protegido, donde se reúne el Senado? ¿Nada, las miradas y los rostros de los que están aquí?
Per me si va ne la città dolente,per me si va ne l’etterno dolore,
per me si va tra la perduta gente.
(Dante, Infierno 3, 1-3)

Si la repetición de palabras no es precisa, la anáfora se debe combinar con otro tipo de figuras retóricas o literarias. Si hallamos vocablos repetidos con una función o variación de forma, sería una anáfora con poliptoton:
Magnus dicendi labor, magna res, magna dignitas, summa autem gratia.
‘Grande es el trabajo de la oratoria, grandes sus asuntos, grande su dignidad, pero inmensa su influencia’
(Cicerón, En defensa de Lucio Murena 13, 29)

errado lleva el camino
errada lleva la guía
(Romance De Francia partió la niña, vv. 3-4)

También es posible encontrar la anáfora combinada con la paronomasia, presentan un parecido fónico:
Fuera menos penado si no fuera
nardo tu tez para mi vista, nardo,
cardo tu piel para mi tacto, cardo,
tuera tu voz para mi oído, tuera.
Tuera es tu voz para mi oído, tuera,
y ardo en tu voz y en tu alrededor ardo,
y tardo a arder lo que a ofrecerte tardo
miera, mi voz para la tuya miera.
Zarza es tu mano si la tiento, zarza,
ola tu cuerpo si la alcanzo, ola,
cerca una vez pero un millar no cerca.
Garza es mi pena, esbelta y triste garza,
sola como un suspiro y un ay, sola,
terca en su error y en su desgracia terca.
(Miguel Hernández, El rayo que no cesa)

Por otro lado, la anáfora tiene distintas funciones como:
- La anáfora puede emplearse para otorgar una mayor importancia o notoriedad a un aspecto del que se está hablando que puede ser un lugar, un tiempo, un sujeto, un sentimiento…
- Esta figura literaria es muy recurrente en tanto que ofrece dinamismo y velocidad (en ocasiones) a los versos o al texto en cuestión.
- Es también un recurso que ofrece ritmo y melodía en un poema o en la prosa. Además de centrar la atención en la palabra o palabras que se repiten ayudan al lector a familiarizarse con el texto creando mayor atracción y facilidad para comprender.